# (31694) 1999 JO32
1999 جاي أو 32 (ويعرف أيضًا باسم (31694) 1999 جاي أو 32 وفق تسمية الكوكب الصغير) (بالإنجليزية: 1999 JO32)‏ هو كويكب ضمن حزام الكويكبات؛ وترتيبه 31694 من حيث الاكتشاف.
اكتُشف هذا الجُرم الفلكي بواسطة بحث لنكولن عن الكويكبات القريبة من الأرض في 10 مايو 1999.

## وصلات خارجية
- (31694) 1999 JO32 في قاعدة بيانات مختبر الدفع النفاث لأجرام النظام الشمسي الصغيرة

- الاكتشاف · مخطط المدار ·  العناصر المدارية · المعلمات المادية

- (31694) 1999 JO32 على موقع ويكي سكاي: DSS2, SDSS, GALEX, IRAS, Hydrogen α, X-Ray, Astrophoto, Sky Map, Articles and images